# Tovaglia a Quadri

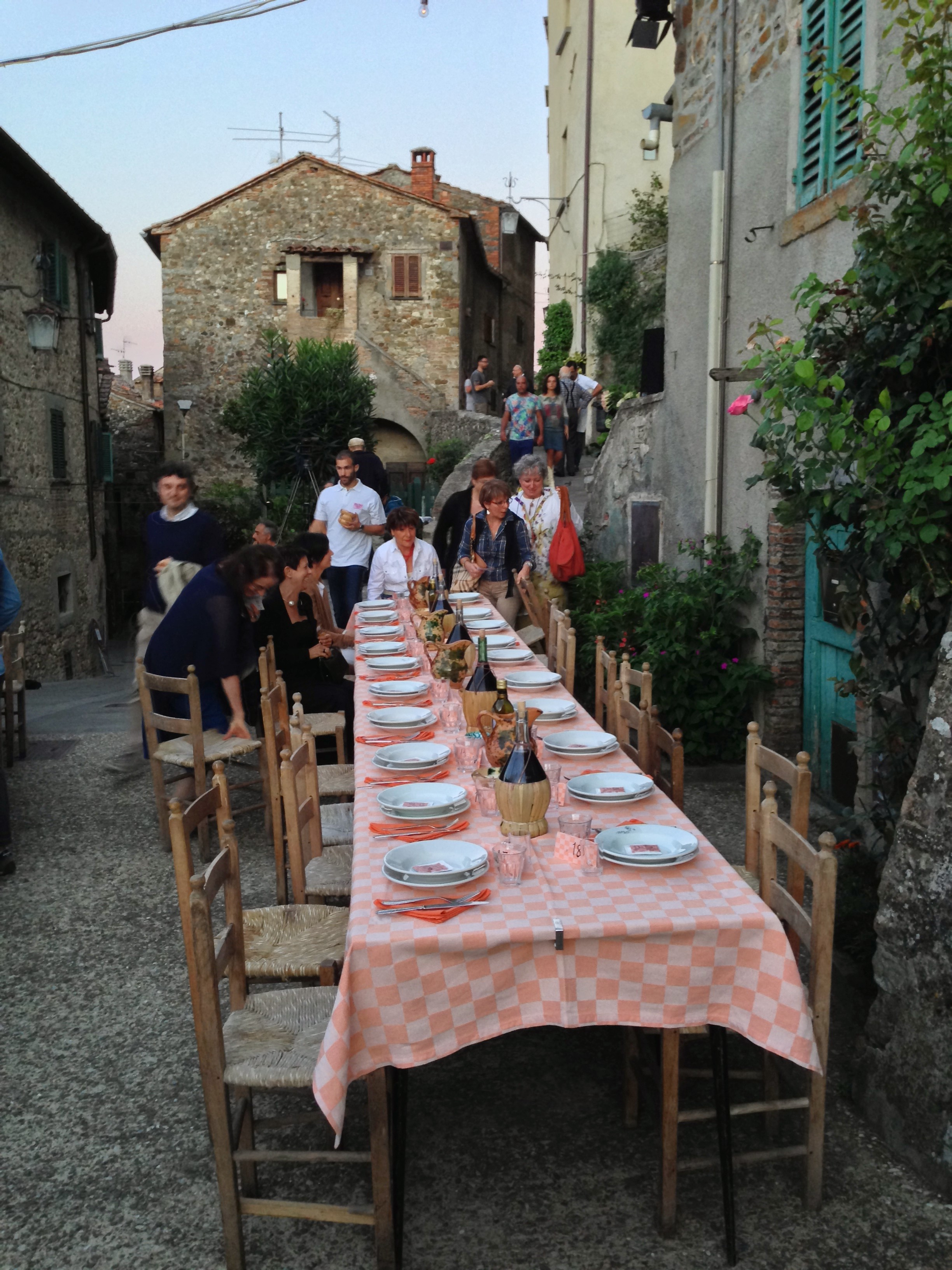
L'edizione 2014 della Tovaglia a Quadri.

Tovaglia a Quadri è un evento teatrale che si svolge dal 1996 fra le antiche mura medievali di Anghiari, in Provincia di Arezzo. Lo spettacolo, definito dagli autori «cena toscana con una storia da raccontare in quattro portate», va in scena ogni anno solitamente nella seconda e terza settimana di agosto.

## Lo spettacolo
Per ciascuna edizione viene realizzato un nuovo spettacolo scritto dal direttore artistico del Teatro Stabile di Anghiari Andrea Merendelli e da Paolo Pennacchini. A mettere in scena la rappresentazione sono gli stessi abitanti di Anghiari. Gli spettatori assistono alla performance mentre consumano una cena povera, apparecchiata con le tradizionali tovaglie a quadri, nella cornice del Poggiolino, nel centro storico della cittadina toscana. Ogni anno alle numerose repliche messe in scena assistono circa 1400 persone.
Le storie narrate negli spettacoli sono frutto di un continuativo lavoro di ricerca d'archivio, unito alle testimonianze vive degli abitanti del posto.
Le sceneggiature complete delle prime tredici edizioni (1996-2008) sono raccolte nel volume Tovaglia a Quadri, tutte le storie, pubblicato nel 2009, con prefazione del critico teatrale Gianfranco Capitta.

## Il menù

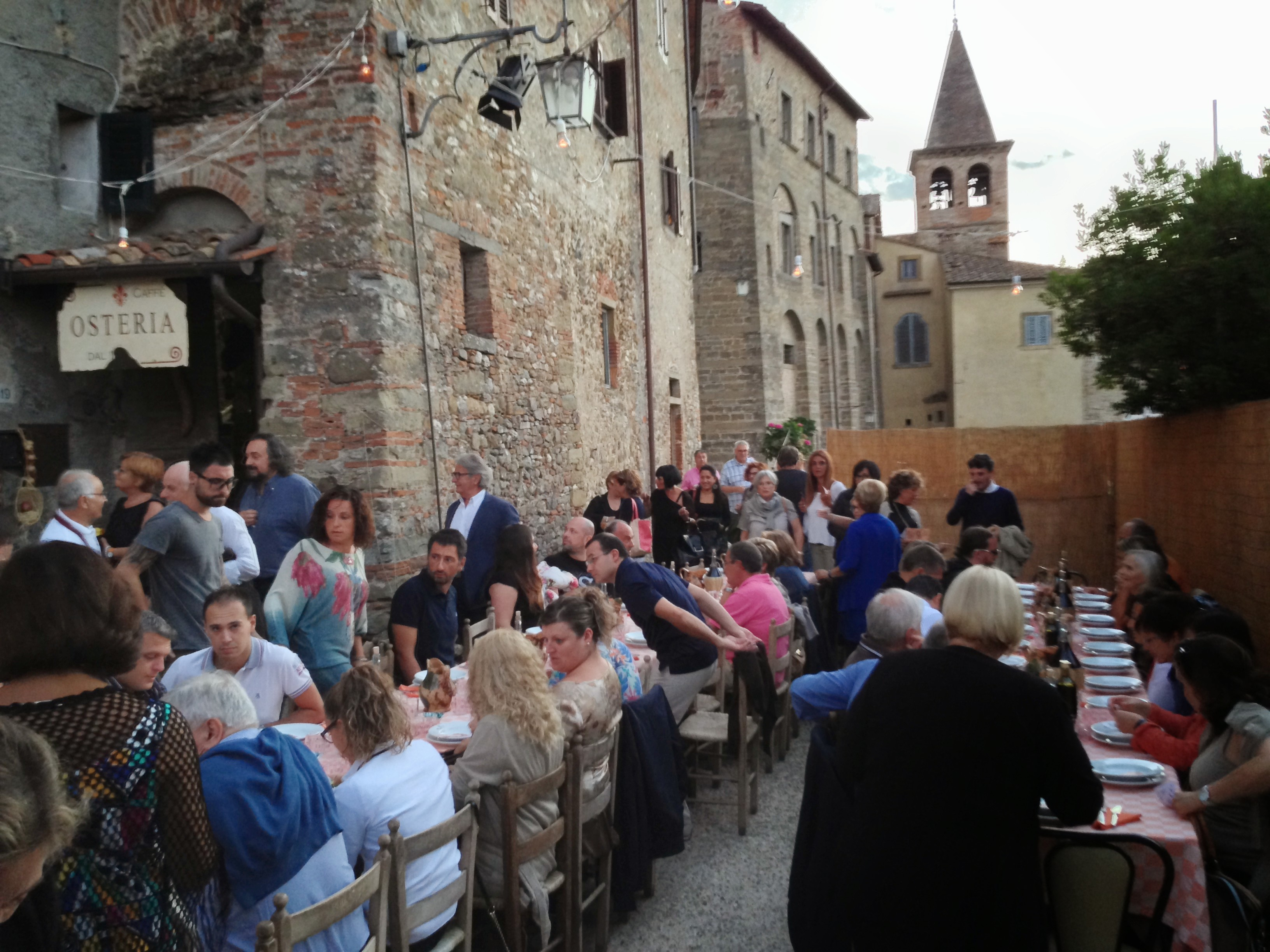
Il pubblico seduto a tavola.

Il classico menù toscano che viene servito durante lo spettacolo:

### Da mangiare (km zero)
- Crostini neri e crostini rossi
- Bringoli al sugo finto
- Bocconcini brasati di chianina
- Zucchine trifolate al funghetto
- Pecorino di Montemercole con miele
- Mantovana e cantucci d’Anghiari

### Da bere
- Acqua d'Anghiari
- Vino rosso
- Vinsanto del contadino
- Caffè d'orzo al rum
- Tisana del dopopasto

## Le edizioni
- 1996: Tovaglia a Quadri
- 1997: I Rognosi
- 1998: Il cinghiale di Caravaggio
- 1999: Eclisse del gattopuzzolo
- 2000: L'Anghiarina
- 2001: Sudiciume
- 2002: Mucchi di rena
- 2003: Arma il cane
- 2004: '44 matti
- 2005: Muraglia anghiarese
- 2006: Restaurante
- 2007: Panni bucati
- 2008: Cant'ieri
- 2009: Partito d'Anghiari
- 2010: Di vincoli
- 2011: Maltiberina
- 2012: Sarà stufa
- 2013: Traguardaci
- 2014: Razzi
- 2015: Disajob
- 2016: Poderi forti
- 2017: Via da noi